# No More Tears
No More Tears ist das sechste Studioalbum des Musikers Ozzy Osbourne. Es wurde ursprünglich in den USA am 17. September 1991 veröffentlicht. Es wurde später in Deutschland am 23. September 1991 veröffentlicht. Es gehört zu seinen bestverkauften Alben. In den USA erreichte es Vierfachplatin. Mit dem Song I Don’t Want to Change the World gewann Osbourne 1994 den Grammy Award for Best Metal Performance.

## Entstehung und Stil
Das Album war unter anderem durch eine Kooperation mit Lemmy Kilmister von Motörhead bei den Texten von vier Songs geprägt. Darunter war die Power-Ballade Mama, I’m Coming Home, der erste Top-40-Hit in den USA für Ozzy Osbourne solo, wie das Grammy-ausgezeichnete Stück I Don’t Want to Change the World. Metal-dominierte Songs waren genauso zu hören wie keyboardunterlegte ruhigere Stücke wie etwa Time After Time. Mr.Tinkertrain handelt von Kindesmissbrauch, das Titelstück beschäftigt sich mit einem Serienmord aus der Sicht der Verbrecher. Bassist Bob Daisley war nur für die Albumaufnahmen dabei und wurde bei der anschließenden Tour durch Mike Inez ersetzt. Inez trug zum Songwriting allerdings schon bei und wird im Booklet daher auch schon entsprechend gewürdigt: das Introriff des Titelstücks stammt von ihm. Ursprünglich war Bob Rock für die Produktion vorgesehen, doch dieser wollte nach Osbournes Ansicht zu stark ins Songwriting eingreifen, was letzterer ablehnte. Die gesamte Band sei an der Entstehung des Albums beteiligt gewesen.

## Titelliste
1. Mr. Tinkertrain (Ozzy Osbourne / Zakk Wylde / Randy Castillo) – 5:56
2. I Don’t Want to Change the World (Osbourne / Wylde / Castillo / Lemmy Kilmister) – 4:04
3. Mama, I’m Coming Home (Osbourne / Wylde / Kilmister) – 4:10
4. Desire (Osbourne / Wylde / Castillo / Kilmister) – 5:45
5. No More Tears (Osbourne / Wylde / Castillo / Mike Inez / John Purdell) – 7:20
6. S.I.N. (Osbourne / Wylde / Castillo) – 4:45
7. Hellraiser (Osbourne / Wylde / Kilmister) – 4:52
8. Time After Time (Osbourne / Wylde) – 4:20
9. Zombie Stomp (Osbourne / Wylde / Castillo) – 6:12
10. A.V.H. (Osbourne / Wylde / Castillo) – 4:00
11. Road to Nowhere (Osbourne / Wylde / Castillo) – 5:08
Bonustitel der Wiederveröffentlichung 2002:
12. Don’t Blame Me (Osbourne / Wylde / Castillo) – 5:04
13. Party with the Animals (Osbourne / Wylde / Castillo) – 4:17

## Rezeption
William Ruhlmann von Allmusic schrieb, das Album beinhalte eine ungewöhnliche große Breite des Songmaterials. Viele Songs hätten einen „energetischen, zeitgemäßen“ Metalsound gehabt. No More Tears wurde mit vier von fünf Sternen bewertet. Im damaligen Rock Hard nannte Götz Kühnemund das Album Osbournes bestes seit The Ultimate Sin von 1986. „Jeder einzelne Song ist gut bis überragend, und Zakk Wylde bearbeitet seine sechs Saiten wie ein junger Gott.“ Er vergab neun von zehn Punkten. Der Metal Hammer kürte die Platte zum „Album of the Month“. Martin Groß nannte es ein „klassisches Ozzy Album“ mit „zeitgemäßem Spirit“. „Elf überzeugende Songs“ „defilierten“ am Hörer vorbei. Er vergab mit sieben die Höchstpunktzahl, im Durchschnitt der Redakteure erhielt die Platte 6,1 Punkte.

## Kommerzieller Erfolg

### Chartplatzierungen
| ChartsChartplatzierungen       | Höchstplatzierung | Wochen |
| ------------------------------ | ----------------- | ------ |
| Deutschland (GfK)              | 24 (13 Wo.)       | 13     |
| Österreich (Ö3)                | 53 (1 Wo.)        | 1      |
| Schweiz (IFPI)                 | 37 (2 Wo.)        | 2      |
| Vereinigte Staaten (Billboard) | 7 (86 Wo.)        | 86     |
| Vereinigtes Königreich (OCC)   | 17 (3 Wo.)        | 3      |

### Auszeichnungen für Musikverkäufe
| Land/Region                  | Auszeichnungen für Musikverkäufe (Land/Region, Auszeichnung, Verkäufe) | Verkäufe  |
| ---------------------------- | ---------------------------------------------------------------------- | --------- |
| Australien (ARIA)            | Gold                                                                   | 35.000    |
| Japan (RIAJ)                 | Gold                                                                   | 100.000   |
| Kanada (MC)                  | 2× Platin                                                              | 200.000   |
| Neuseeland (RMNZ)            | Platin                                                                 | 15.000    |
| Vereinigte Staaten (RIAA)    | 4× Platin                                                              | 4.000.000 |
| Vereinigtes Königreich (BPI) | Silber                                                                 | 60.000    |
| Insgesamt                    | 1× Silber · 2× Gold · 7× Platin ·                                      | 4.410.000 |